# Епитафи на Подовчарском гробљу у Дучаловићима
Епитафи на Подовчарском гробљу у Дучаловићима су значајна епиграфска сведочанства и чине поуздане родбинске податке преузете са старих надгробних споменика на Поповића гробљу у селу Дучаловићи, Општина Лучани.

## Подовчарско гробље
Највеће дучаловачко гробље у истоименом засеоку Подовчар. Налази се на јужној страни Овчара, на потесу Лијешће. Због конфигурације терена приступ гробљу прилично је отежан, а споменици густо прибијени. Уочљиво је да гробље је добро одржавано, с пијететом према прецима.
У прошлости, на Подовчарском гробљу највише су сахрањивани чланови фамилија Пантелић, Радојичић, Ковачевић и Терзић итд. У новије време овде се сахрањују и чланови других фамилија које гравитирају овом заселку. Најстарији датирани споменик подигнут је Синђи Пантелић (†1823), али није искључено да је овде било и старијих споменика.

## Епитафи
Споменик Синђи Пантелић (†1823)
Бог да прости упокојену р. Божју
СИНЂУ супругу Филипа Пантелића из Дучаловића
која је поживела 3? г. а умрла 1823 г:
Овај спомен подиже јој Димитрије Пантелић
ђевер њен и Филип муж њен и синови.

Споменик Милутину Пантелићу (†1823)
МИЛУТИН
син Миленка и Ристе Пантелића
рођен 3 Августа 1792. год.
Преставио се 28 децембра 1823. год.
Овај спомен подиже му његов ожалошћени
ђед Јован Пантелић

Споменик Мију Пантелићу (†1845)
Раб Божи МИЈА син Глигорија Пантелића
Поживи 8 г. а умре 1 Августа 1845. 

Споменик Дмитру Марјановићу (†1848)
Овде почива ДМИТАР Марјановић
Поживи 18 г. Престави се 1848 г. 

Споменик Лазару Пантелићу (†1850)
ЛАЗАР ПАНТЕЛИЋ
поживи 80 г. Умре 1850

Споменик Марку Пантелићу (†1856)
Овде почива раб Божи
МАРКО Пантелић
житељ села Дучаловићи.
Поживи 60 г. умре 1856 г.

Споменик Јовану Радојичићу (†1856)
Овде почива раб Бож
ЈОВАН Радојичић из Дучаловића
Поживи 65 г. а Престави се 6 Марта 185б. г.
Споменик овај Подиже му Панто син његов

Споменик Сави Радојичић (†1856)
Овде почива раба божија дјевица САВА
кћи Јована Радојичића из под Овчара.
Поживи 19. г. умре 8 септембра 1856.
Овај Биљег дала градити сестра еја Роса
за вјечни спомен.

Споменик Дмитру Ковачевићу (†1856)
Овде почива блажено упокојени р.Б.
ДМИТАР Ковачевић бивши житељ дучал.
кои Богу у године поживи 65 го:
а престави се у вјечност 1 декембра 185б.г.
Овај споменик подиже му благодарни син
Јован Ковачевић

Надгробни споменик абаџији Гаврилу Ђорђевићу у Дучаловићима
овде почива раб Божи
ГАВРИЛО
син поч: Пантелие Ђорђевића
Бивши Абаџија и житељ дучаловски
поживи 25. Г. а умре 14: ијануара 1857=
споменик оваи Сподиже му верна супруга Его Мара
и са знањем и трудом: еја девера
Павла Аксентијевића из Тог Села.
и подписа Радосав Чикириз от села ртију
Помени господи в Царству твоем.

Споменик Јели Јовановић (†1858)
Овде почива раба Божија ЕЛА
супруга Аксентија Јовановића иначе Пантелића
бивши кмет дучаловски поживи 70 год.
а престави се 21. Новевра 1858 г.
Овај знак биљежи јој благодарни унук
еромонах Михаил и: Аксентијевић
пострижник Ц: монастира Благовештења

Споменик Стевану Ковачевићу (†1859)
овде почива тело СТЕВАНА Ковачевића
Умре од 19 г. 16 Марта 1859. г.

Споменик Добросаву Ковачевићу (†1859)
Овде почива раба БОЖИ ДОБРОСАВ Ковачевић
честитиј домаћин Дучаловски Поживи 62 Г
умре 26 априла 1859 г.
Овај Биљег подиже му син его

Споменик Николи Пантелићу (†1859)
Овде почива раба Божи НИКОЛА Пантелић
житељ села Дучаловића.
Поживи 60 год. Престави се у вечност 1 Августа 1859 л.
Овај Билег Подиже му Димитрије син његов.
2 брата МАРКО с леве а НИКОЛА с десне у покоју леже

Споменик Гаврилу Родојичићу (†1860)
Пред овим Билегом тихо почива р:б
ГАВРИЛО Радоичић житељ Дучалов.
Поживи 40 год. пређе у вечност 26 јану. 1860. Г.

Споменик Пауну Ковачевићу (†1860)
ПАУН Ковачевић
Б житељ Дучаловскиј
поживи б0 г. Умре 17 маја 1860.г.
Овај Билег подиже му синовац Јовица
зато што свое имање предаде Јовици.
Споменик Ружици Радојичић (†1861)
Овде почива Раба Божија РУЖИЦА
супруга почившега Јосифа Радојичића из Дучаловића
Поживила 42. године а умрла 16 марта 1861. г.
Овај Спомен подиже јој мајка и син њен

Споменик Милораду Јелесијевићу (†1862)
Овде почива МИЛОРАД Елесијевић из Ртара
Поживи 60. г. а код Јовице Ковачевића две г.
Зато му е овај Билег подигао ко оцу Умре 1862. г.

Споменик Раду М. Чаруџији (†1863)
Овај Билег подиже Никола Милић из Леушића,
своме братучеду РАДУ М: Чаругџи. Поживи 24. г.
Прес. 16 декем. 1863: г.

Споменик Стани Ковачевић (†1864)
СТАНА кћи Гаврила О. Ковачевића
Умре 1864. г.

Споменик Јелисавки Пантелић (†1864)
Дјевица ЕЛИСАВКА
кћи Димитрија Н. Пантелића
кмета Дуч.
Умре од 4 г. 16 м. 1864. г.

Споменик Обраду Радојичићу (†1865)
Млађенац ОБРАД син Еротија Радоичића.
Умре од 6 месеци 16 Маја 1865 г.

Споменик Кристини Терзић (†1867)
дјевица КРСТИНА
кћер Милана Терзића
Умре од 5 год. 1867. г.

Споменик Аксентију Јовановићу (†1867)
Овде почива раб Божи
АКСЕНТИЈЕ Јовановић иначе Пантелић
бивши житељ и кмет села Дучаловића.
Поживи 91. год. а Престави се у вјечност Божију 16: Декембра 1867. год.
Из почитанија спрам свога родитеља овај Биљег
Подиже му Благодарнији Павле син његов Председатељ суда општине дучалов.
а обновише праунуци: Владисав-Влајо, Љубисав, Аксентије и Војин.
пра-пра унук Милојица генерал под-пуковник ЈНА Пантелић у 1960 г.

Споменик Стојани Гавриловић (†1871)
Приђи брате ближе и реци Бог да прости раба Божија
СТОЈАНУ супругу жалосног Глиша Гавриловића житеља Дуча:
која ије поживила 19 г. а умрла 21 ијан. 1871: г.
Погледај брате и прочитај ми спомен

Споменик Михаилу Пантелићу (†1876)
Прими мене о ти тамни гробу
у тебе ћу млад венути навјеки трунути.
МИХАЈЛО
син Милана М. Пантелића и мајке Саре
престави се у вечнос Б: од 3. г. 11 Ное. у 1876. г.
и друго им дете син МИЛАДИН
умре од 7.г. 1873 г.

Споменик Љубомиру Пантелићу (†1874)
Пред овим спомеником
тихо почива умилен младић
блажено-упокојени р.б. ЉУБОМИР
жалосни син Павла А. Пантелића
Умре од 2 г. 20 Маја 1874. г.

Споменик Браниславу Пантелићу (†1876)
Овај биљег означава жалост родитеља
а он показује смрт БРАНИСАВА
сина Танасија Пантелића и мајке Стание
које се од 9 г. возраста свог
престави у вјечност божију
14 Ноембра 1876. г.
нажалост родитеља.

Споменик Стани Пантелић (†1884)
Дјевица СТАНА
кћер Павла Пантелића из Дучаловића
Умре од 10 и по година 9 фебруара 1884. г.

Споменик Перки Пантелић (†1884)
жалосна девојка ПЕРКА
кћер Павла И. Пантелића из Дучаловића
умре од 15. година 15 фебруара 1884 г.

Споменик Луки Пантелићу (†1880)
ЛУКА
Сви овог света учесници
прочитајте житје мог кратког вјека.
Кад најбоље мишља поживити
и у кругу фамилије своје
проводити дане задовољне
тад немила смрт покоси
ту младост моју
Раба Божијег Луку
сина поч. Илије П. Пантелића
из Дучаловића
у 24ој г. свог живота
21 ог Маја 1880. г.
Спомен подиже му
Радосав брат его и мајка Дмитра.

Споменик Павлу Пантелићу (†1883)
Овде почива далеко чувени много познат домаћин овог села Дучаловића
ПАВЛЕ А. Пантелић бив. кмет и председник суда општине Дучаловачке
као и народни посланик у Скупштини 1868. г. који поживи 57 г. а умро 7 Мај. 1883. г.
Овај спомен подигоше му синови Чедомир, Лазар, Божо и Живан
а обновише му унуци Владисав-Влајо, Љубисав и Војин и праунуци
Милојко, Станиша, Миленко и Примислав Пантелићи у 1970. г. као и Радојица.

Споменик Вељку Пантелићу (†1884)
Умилни младић ВЕЉКО
жалосни син Филипа М. Пантелића из Дучаловића
умре од 10 и по година 18 фебруара 1884. г.
на жалост родитељску
ево грозне жалости браћо фебруара месеца у 1884 години
код куће Димитрија Пантелића за 10 г. дана ово је 10.ти гроб.

Споменик Димитрију Терзићу (†1886)
ДИМИТРИЈЕ
О ви овог свијета ученици прочитајте житије мог кратког вијека.
Кад најбоље мишљаг живјети и у кругу фамилије проводити дане задовољне
тад немила смрт покоси милу младост моју раба Божијег
ДИМИТРИЈА Терзића из Дучаловића
у 27 мој години свог милог живота
променост са вјечностију 11 тог марта 1886. г.
упокојени споменик овај подиже му Јован Терзић брат његов

Споменик Симу Терзићу (†1886)
Од источне стране до овог споменика почива
СИМО бивши војник стајаће војске
а син Алексија Терзића из Дучаловића
Поживијо 21 годину а умро је 16 јулија 1886. г.
на жалос родитељима

Споменик Чедомиру Ковачевићу (†1888)
ЧЕДОМИР
Бивши калфа трговачки а војник сталног кадра
син Савке и Д. Ковачевића кои поживи 23. год.
А престави се у вечност 16 септембра 1888. г.
на велику тугу и жалост своиг родитеља и браће
кои су га дали од 7 година по науци и занату
Овај спомен подигоше му браћа Симо Сретен и Радомир

Споменик Љепосави Ковачевић (†1898)
Овде почива добра домаћица њежна мајка
ЉЕПОСАВА супруга Арсенија Ковачевића,
која је сав свој живот и труд посветила
на добро своје ожалошћене деце,
свог доброг мужа. Поживела је чесно
и поштено 52 год. Умре 12 августа 1898 год.
Споменик овај подиже јој верни муж Арсеније
са благодарном децом Чедомиром и Љубомиром

Споменик каменоресцу Павлу Пантелићу (†1899)
Овде почива ПАВЛЕ Н. Пантелић из Дучаловића
рођен 1838. а умро 1899. г.
У животу бијо је каменорезац и словорезац надгробних споменика
Спомен овај подиже му од сина Велимира,
унук Жарко Пантелић са својом породицом 1970.г.
Павле је рођен од родитеља Ранђије и Николе Пантелића
и имао три брата Димитрија Филипа и Матија.

Споменик Љубомиру Ковачевићу (†1900)
овде почива добри житељ вредан младић
ЉУБОМИР
жалосни син Арсенија Ковачевића из Дучаловића
кои се престави 9 јануара 1900. год. у 20 години
у најлепшем цвету младости своје.
Остави ожалошћеног оца брата сестре
и вољену супругу са малолетном ћерком
Овај споменик подиже му ожалошћени отац Арсеније и брат Чедомир.

Споменик Арсенију Ковачевићу (†1903)
Овде почивају земни остатци блаженоупокојеног раба Божијег
дичног Срба АРСЕНИЈА Ковачевића из Дучаловића
који је био одличан грађанин и бивши војник Ескадрона
а свог домазлука трудољубиви радник,
кои је часно домаћински поживео 59. год.
Престави се у блажену вечност
на Христово воскрсеније у 190З. г.
Бог да прости душу нашем честитом, Србину Арсенију:
Остави по својој смрти свога сина Чедомира
кои му овај спомен подиже из поштовања.

Споменик Милосави Пантелић (†1910)
овде вене наше мило и никад не заборављено дете младен:
МИЛОСАВА
кћи Рајке и Миливоја Пантелића из Дучаловића.
Која поживи 5 год. а умре 30 Априла 1910. год. Бог да јој душу опрости.
Овај спомен подиже јој мајка Рајка и отац Миливоје Пантелићи.
Писа Т.Д. Петронијевић Лисица
Споменик Јеленки Пантелић (†1910)
Овде вене лепо цвеће
кога тужна мајка више видети неће
ЈЕЛЕНКУ
ћерку Чедомира и Милеве Пантелића из Дучаловића
коју покоси смртна коса не пожали што је роса.
Као цветак кад повене слана мене младу у мало замана
Увенух као питома ружа у 18 години младости своје 3 јуна 1910 год.
Овај споменик подигоше јој ожалошћени родитељи Чедомир и Милева.

Споменик Мирки Ковачевић (†1912)
Овде лежи лепо цвеће које отац и мајка никад заборавити неће
МИРКА кћи Александре Ковачевића из Дучаловића
која у најлепше доба младости, у својих 15 год.
престави се у вечност на сретење 2 фебруара 1912. г...

Споменик Драгомиру Пантелићу (†1912)
ДРАГОМИР И. Пантелић из Дучаловића
вој. I ч. I б. 10 п. I поз. у 24 г. свог живота,
ратујући с Турцима у наступању преко Албаније,
испусти своју напаћену душу
16 дец. 1912 г. где је и сахрањен.
Слава му.

Споменик Василију Пантелићу (†1913)
Овде лежи тело неуморног земног трудбеника
ВАСИЛИЈА М. Пантелића који поживи 76 г.
као часан а умре 21 фебруара 1913 г.
Вечна му буди памјат. Бог да му душу прости.
По судби Бога Василије деце немаде
па све своје имање остави своме синовцу
од брата Марку који му и овај спомен подиже
са његов. супругом Живана

Споменик Милији Радојичићу (†1913)
МИЛИЈА Радојичић
живи 23 г. а умре 1913 г.
у Феризовићима у рату
и овде је догнат.
Спомен му подиже син Милован.

Споменик Милутину Ковачевићу (†1913)
Приђите роде те прочитајте овај тужни и жалости спомен
Свенуло је мирисаво цвеће које никад расцветати неће
МИЛУТИН Ковачевић вој. стал. кадра стајаће војске
син Давида и Станије Ковачевића из Дучаловића
Милутин ожени се и поживи са Ангелином 5.м.
Срез Дучаловски окр. Чачански
који ратујући са Турцима 1912. год. разболе се и умре
21. марта 1913 г. у Тиранима на Јадранском мору.
Живијо је 23 године.
Овај спомен подигоше његови ожалошћени родитељи
отац Давид и мајка Станија
(Изради Миљко Дмитровић из Рожаца)

Споменик Светозару Пантелићу (†1913)
Са источне стране овог споменика лежи тело покој.
СВЕТОЗАРА Ч. Пантелића из Дучаловића
који часно поживи 26 г. а разболе се услед ратни напора
и умре код своје куће 14 септе. 1913 г.
Овај спомен подигоше му браћа Јован и Аксентије и син Радош.

Споменик Љубомиру Ковачевићу (†1914)
Пред овим споменом почивају земни остаци
ЉУБОМИРА КОВАЧЕВИЋА
војник I ч чете I Батаљ. 10 пеш. пука I поз.
који ратова са Аустријом 1914. г. и разболе се
и умро 10 фебруара 914. г. у свој кући
у 21. год. младости.
Овај спомен мужу и сину подиже Цмиљка Ковачевић
са сином Радисавом.

Споменик војнику Тихомиру (†1914)
ТИХОМИР
син пок. Миљка приспе у овај очин спомен у кратко земана.
Војник I чете I Баталијона X Пука I позива
храбро борећи се за отаџбину
са Турском Бугарском и са Црном Аустријом
Погинуо у Причиновићу 6. септ. 1914 год.
у 25 год. младости своје
остави тужне Мати Анку супругу Љепосаву
које му спомен подигоше

Споменик Милосављевићима - Миливоју (†1914) и Радоју (†19??)
МИЛИВОЈЕ И РАДОЈЕ Милосављевићи из Дучаловића.
Миливоје 4 ч. I доп. бат. 10 п. II поз. у својој 39. г.
разболе се од рат. напора и умре у Крушевцу
16 сеп. 1914.г. где је и сахрањен.
Радивоје вој. I ч. ... бат. I поз. умре у 33. г. ...

Споменик Божидару Пантелићу (†1914)
За слободу браће своје под туђином која цвили
и ја дадок млађан живот на Смедереву роде мили
БОЖИДАР Пантелић из Дучаловића.
Бивши војник IIIег позива 10 пука Који поживи 38 год.
који се јуначки боријо за своју отаџбину
са Аустн. војском Погибе 14 Новембра 1914 год.
Бог да прости храброг ратоборца
А мили отац мој оде на бојно поље
те ми тело догнa и сахрани овде у породично гробље.
Овај споменик подиже му отац Матија брат Новак
мајка Стамена супруга Рајка.
Писо Богосав Николић из Лисица

Споменик Радосаву Пантелићу (†1914)
У овај спомен уписује се син Јулкин
РАДОСАВ
који умре као вој. 2 бат. Дрин. Дивиз. на Сол. Фронту
у својих 19 г. 1914 г.
Спомен подигоше Миљко и Драгутин Пантелићи

Споменик Браниславу Пантелићу (†1914)
БРАНИСАВ ПАНТЕЛИЋ
рођ. 1880.г. Бранећи своју домовину
умро Првог св. рата у лагеру у Аустрији 1914.г.
Спомену га супруга Станка и син Ратко
синовац Љубиша и Љиљана у 1952. г.

Споменик Ковачевићима – сину Јовану (†1914) и оцу Сретену (†1935)
На овоме споменику показује два имена и то
ЈОВАН КОВАЧЕВИЋ из Дучаловића
рођ. 24 фебруара 1888 г. а погинуо као рез. Поручник
20 Новембра 1914 год. на положају Белановици.
Овде је сахрањено тело Јовановог оца
СРЕТЕН Ковачевић из Дучаловића
рођ. 14 Децембра 1854
Умро 12 јануара 1935 год.
Овај спомен подигоше им
Сретенов син Јанко и унук Андрија у 1947 год.
(Изради Радомир Илић)

Споменик Велимиру Павловићу (†1915)
За вечиту успомену храброг ратника
ВЕЛИМИРА Павловића
каплара I ч. I б. 10 п.
Услед ратних напора разболе се у својих 35 г. и умре
24 фебр. 1915 г. у Чачан. болници где је и сахрањен.
Као храбар бијо је предложен за златну медаљу.
Овај спомен подиже му брат Тодор и мајка Јања
са жељом да се она овде сахрани.
Јања поживе 85 год. а умре 1931

Споменик Пантелији Терзићу (†1915)
Приђи ближе роде мој те прочитај спомен мој
труда свога не пожали што ћеш стати и читати
и реците: Бог да прости нашег краброг ратоборца п.
ПАНТЕЛИЈЕ Терзића из Дучаловића
Бивши војник IIог позива 10 пук који поживи 41 годину.
Разболе се на положају и пође својој кући на боловање
и умре 25 Априла у 1915 год. Бог даму душу прости.
Овај спомен подигоше му синови Алекса Светозар Милоје
и супруга Стамена Терзић.

Споменик Драгомиру Милосављевићу (†1915)
Овде лежи тело младог ратника п.
ДРАГОМИРА Милосављевића из Дучаловића
вој. I чете I бат. XI п. који због ратниг напора
разболе се од тифуса и умре 22-ој год. 18 Јула 1915 г.
Овај спомен подиже му отац Миленко и сестра Будимирка

Споменик Живојину Пантелићу (†1915)
Овај споменик означава јуначку смрт почив.
ЖИВОЈИНА Р. Пантелића из Дучаловића
бивши храбри војник резерни Крушевачких трупа регрута,
који у Српско Аустријском рату од напора преко Албаније,
разболесе и умре у Елбасану 10 Новембра 1915. год.
у 19 год. младости своје. Бог да му душу прости
Овај споменик сину и себе за живота
подиже Стојна Пантелић из Дучаловића

Споменик Љубомиру Терзићу (†1916)
Спомен овај показује име дична ратоборца
ЉУБОМИРА Ф. Терзића из Дучаловића
бившег војника 5 батерије 3 Артиљериског пука каобице
који је поживијо 42. год. прешоје са војском
разболи се и тамо на острву умро 10 Августа 191б. г.
Бог да му душу прости.
Спомен овај подижу му родитељи
Филип и Круна Терзића из Дучаловића

Споменик Милисаву Терзићу (†1916)
За слободу браће моје која цвили
и ја дадок млађан живот код Солуна роде мили.
МИЛИСАВ Ф. Терзић
рођен 1887 г. 1916. г. учитељ и резервни капета I класе
Погинуо је на Солунском фронту као командир
I чете I Батаљ. 10 пешадин. пука на положају Крива чука
31 Августа 1916. г. а сахрањен у селу Суботском,
испод самог положаја.
Онда када је слаба и уморна Србија
морала примити готово сама поновну борбу
и отпочети ослобађење своје отаџбине...
Споменик овај подижу му родитељи
Филип и Круна Терзићи из Дучаловића
са жељом кад буду умрли дасе сахране овде

Споменик Чедомиру Радојичићу (†1917)
Овај спомен показује храброга ратоборца
ЧЕДОМИРА Љ. Радојичића из Дучаловића
Бивши Артиљерац Бр... ог пука I позива.
Поживи 35 г. Све напоре ратне издржао
1912. г. до 26 априла 1917. г.
И те године погибе на Вертекопу
од Аустро-Немаца и Бугара.
И тамо је сахрањен Слава му Вијеки Амин
Спомен подиже му отац Вуко и маћеха Сава:
Овде су његово 2 деце ЉУБИНКА од 6. г. умре 1918 г.
НИКОЛИЈА од 1.г. умре 1915 г.

Споменик Чедомиру Пантелићу (†1918)
Пред овим спомеником упокојеног свога брата
сахрањено је тело пок.
ЧЕДОМИРА Пантелића из Дучаловића
дугогодишњег народног посланика,
као и председника општине Дучаловачке
који часно поживи 70. г. умре 28 марта 1918
Спомен овај обновише му синови Јован и Аксентије
и унук Радош

Споменик Радомиру Пантелићу (†1918)
Овде је
РАДОМИР Пантелић из Дучаловића
Бив. вој. I ч. I Б. 10 п. II п.
Разболе се у Српско Бугарском рату,
и умре у Чачан. болници 29 јуна 1918 г.
Радомир је живео 33 г.
Спомен подиже му отац ... мати Марица
и син Светозар

Споменик Митру Ковачевићу (†1918)
МИТАР КОВАЧЕВИЋ из Дучаловића
вој. телеграф. одељења у 23 г. младости
разболе се од ратних напора у наступању
на Солунск. фронта и умре у Скопљу
6 окт. 1918 г. Ту је и сахрањен.
Спомену га отац Милан.

Споменик Максиму Пантелићу (†1918)
Овде почива упокојени р:Б:
МАКСИМ М. Пантелић из Дучаловића
који часно и поштено поживи 80 год.
а умре 28 ог децембра у 1918 год...
Овај спомен подигоше му син Миливоје
супруга Криста и унуци...
Писа Тих. Драг. Петронијевић из Лисица.

Споменик Живани Пантелић (†1922)
ЖИВАНА 2га супруга
поч. Василија Пантелића из Дучаловића,
поживи 64 год. Умре 2 Августа 1922 г.
За дуго сећање овом тврдом стеном
и обележише јој вечни дом
њен благодарни усинак Марко и снаха Станка.
Писа Обрад Оџић - Врнч.

Споменик Јовану Пантелићу (†1928)
ЈОВАН ПАНТЕЛИЋ из Дучаловића
погибе несретним случајем на раду у Ибарској долини,
место зв. Колање 16 Авг. 1928 г. Поживе 32 г.
Спомен подиже му супруга Новка
брат Аксентије и остала породица.

Споменик Стајки Пантелић (†1928)
Овде труне занавек СТАЈКА
Iва супруга Марка Пантелића из Дучаловића
која поживи као одлична и примерна домаћица 36 г.
а умре 21 октобра 1928 г.
Спомен подиже муж Марко и син Радиша у 1931 г.
Поред своје мајке Стајке сахрањена су 2 њена сина
БОРИША од 4 г. умро 26 маја 1928 г.
СТАНИША од 2 г. умро 20 Јуна 1928 г.
Изради Драгић Срдић Рошци

Споменик Дмитри (†1944) и Кристини (†1944) Пантелић
ДМИТРА Л. ПАНТЕЛИЋ
рођена 6-V-1865. г.
КРСТИНА рођена 5-1-1899. г.
а погибише обе у својој кући од окупатора 5-ХII-1944 год.
Спомен подиже мајци Дмитри синови:
Љубисав Владисав и унуци
а Крстини муж Љубисав,
синови Јарослав и Драгослав.
Слава им.

Споменик браћи Пантелић - Милосаву (†1945) и Јевђенију (†1947)
Младенац МИЛОСАВ
син Радомира и Косане Ковачевића из Дучаловића
живи 25 г. умро 8 Августа 1945 г.
и брат ЈЕВЂЕНИЈЕ живи
24 год. Умро 3 Августа 1947 г.
обадва у Југословен. Армије
Ми повенусмо у младости као цвет
и поздрављамо цео свет.
Због отац мајко брате,
вас срце боле све троје што остасте без нас двоје.
Споменик подиже им отац Радомир
мати Косана и брат Милисав 1947 г.